# Alberto Romualdez sr.
Alberto Z. Romualdez sr. (Tolosa, 26 oktober 1915 - Quezon City, 21 november 1986) was een Filipijns medicus.

## Biografie
Alberto Romualdez werd geboren op 26 oktober 1915 in Tolosa in de Filipijnse provincie Leyte. Hij was het zesde kind uit een gezin van zeven van Miguel Romualdez en Brigida Zialzita. Zijn vader was een broer van rechter Norberto Romualdez en Vicente Romualdez, de vader van Imelda Marcos. Na het behalen van een Associate of Arts-diploma aan de Ateneo de Manila studeerde Romualdez medicijnen aan de University of Santo Tomas. Naast zijn studie was hij van 1938 tot 1939 president van de centrale studentenraad van de universiteit. Na het voltooien van zijn studie slaagde hij 1939 voor het doktersexamen. In de Tweede Wereldoorlog diende Romualdez in USAFIP. Ook ondersteunde hij de ondergrondse guerrillabeweging.
Na de oorlog was hij professor aan de Manila Central University en de University of the East. Van 1951 tot 1955 was Romualdez resident physician van Adamson University in Manilla. Van 1956 tot 1961 was hij secretaris van de Philippine Medical Association (PMA). In 1961 vertegenwoordigde hij de Filipijnen bij de bijeenkomst van de bijeenkomst van de World Medical Association (WMA) in New York. Het jaar erop werd hij gekozen tot secretaris-generaal van de WMA. Deze functie vervulde hij tot 1973. In 1972 was hij voorzitter van de vierde wereldconferentie over medisch onderwijs in Amsterdam. Later vertegenwoordigde hij de Filipijnen nog drie maal bij dergelijke bijeenkomsten in Tokio in 1975, Sao Paulo in 1976 en Dublin in 1977. 
Romualdez overleed hij in 1986 op 71-jarige leeftijd in het Philippine Lung Center. Hij was getrouwd met Covadonga del Gallego en kreeg met haar zeven kinderen, waaronder Alberto Romualdez jr.